# 葡萄酒標籤

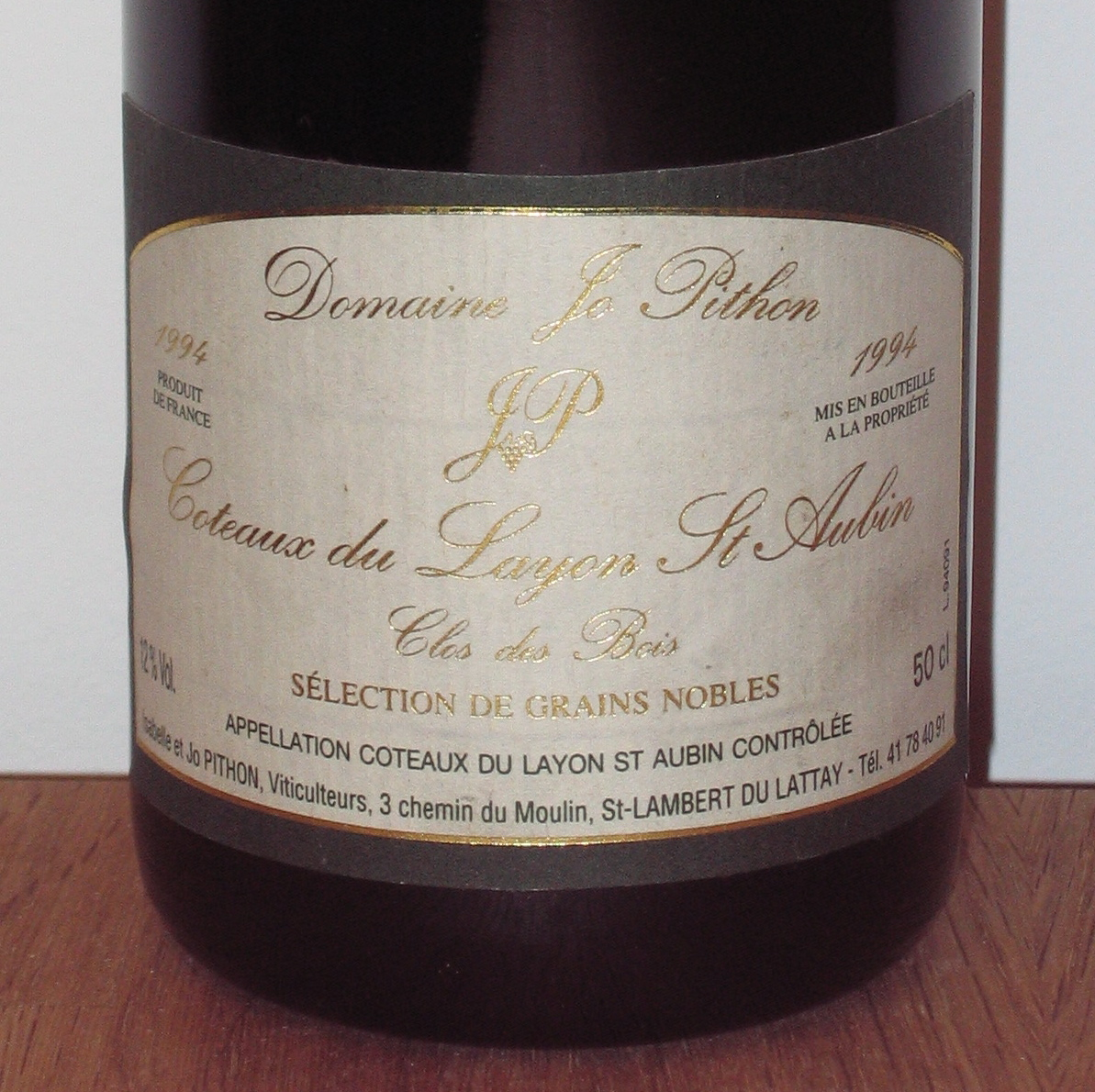
一瓶產自萊昂丘的紅酒:“Clos des Bois Sélection de Grains Nobles 1994 by Jo Pithon” 採自林地栽種的精選葡萄（1994年份）由莊園 - Jo Pithon釀造。

葡萄酒標籤（英語：Wine label）是提供葡萄酒的類型和產地等資訊給消費者的重要資料來源。標籤通常是買者在採購之前，唯一能用來對這瓶酒做評估的資訊。通常在葡萄酒標籤上會包含某些特定資訊，例如原產國、品質、酒的類型、酒精濃度、生產商、裝瓶商、或是進口商。除配合各國對於標籤內容的要求之外，生產商還可列印QR碼，把它們的網站地址和包含年份特定資訊放在裡面。

## 標籤上資訊

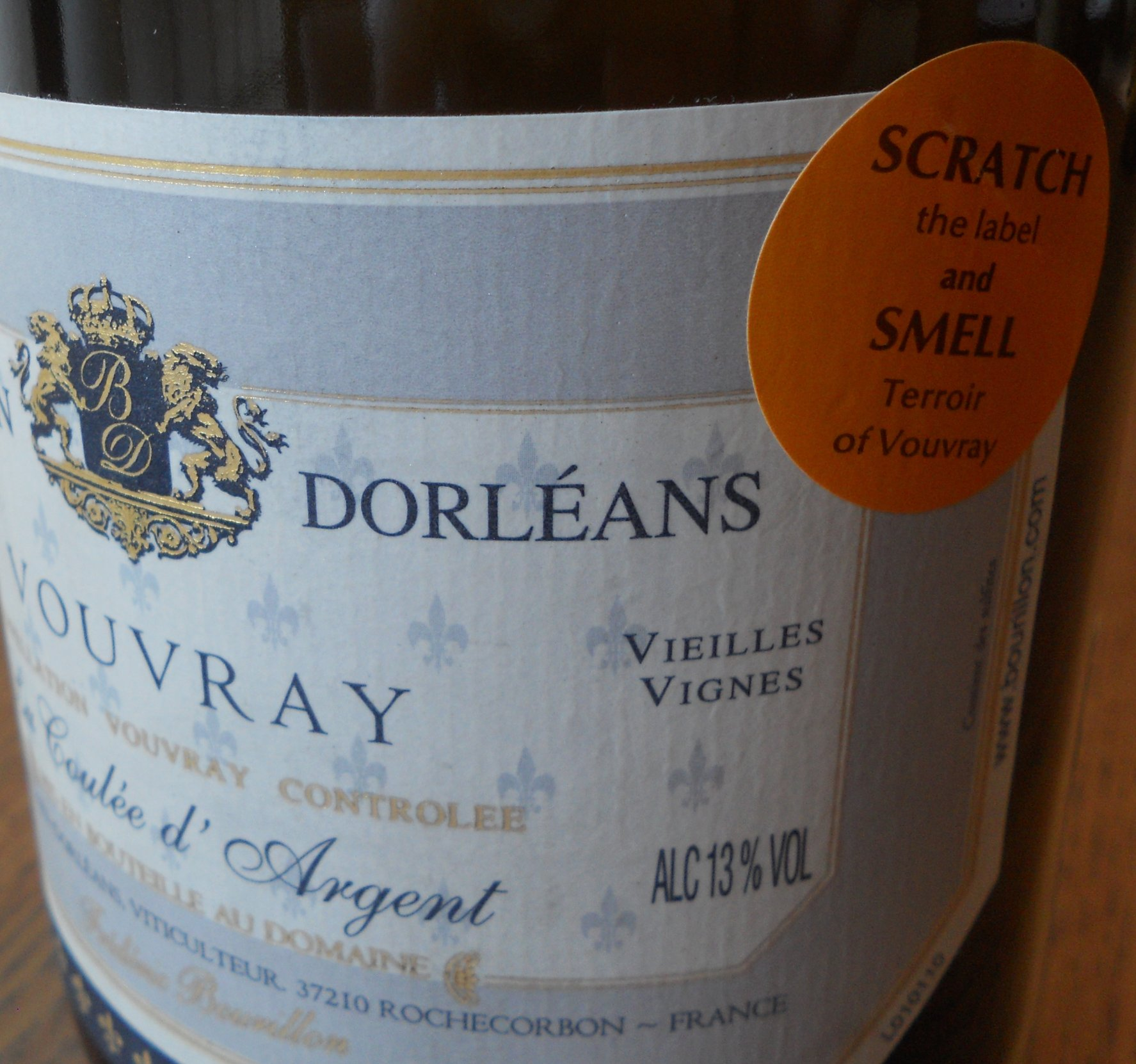
一瓶法國梧雷紅酒，標籤上貼有一片紅色刮刮出味的貼紙，以引起顧客的注意。

### 設計
有些酒廠非常重視標籤設計，而有些則不然。有些酒廠在過往60多年來從未改變過他們的標籤設計，比如Château Simone，
而有些酒廠每年都會聘請設計師把標籤的設計改變。標籤可能包括畢卡索、夏卡爾、還有其他藝術家的畫作，這些畫作可能是收藏家的珍藏。設計精美的標籤不能和瓶中葡萄酒的品質畫上等號。相反的，是標籤所包含的資訊可為消費者提供此類的知識。
大多數新世界的消費者，以及日漸增加的歐洲消費者，更喜歡購買列印有葡萄品種標籤和/或品牌標籤的葡萄酒。最近對美國年輕飲酒者所做的一項研究發現，他們認為帶有酒莊（châteaux）的標籤，會給人陳舊的或是過時的感覺。生產商經常試圖透過讓它們的標籤變得有趣和有吸引力，讓前來選擇和購買葡萄酒的時候變得輕鬆，以及不令人生畏。新世界生產的葡萄酒能夠成功銷售，可歸功於醒目的標籤設計，導致有些歐洲生產商跟進模仿，例如波爾多葡萄酒生產商摩當卡地重新設計標籤就是其中一例。

### 不同國家間差異

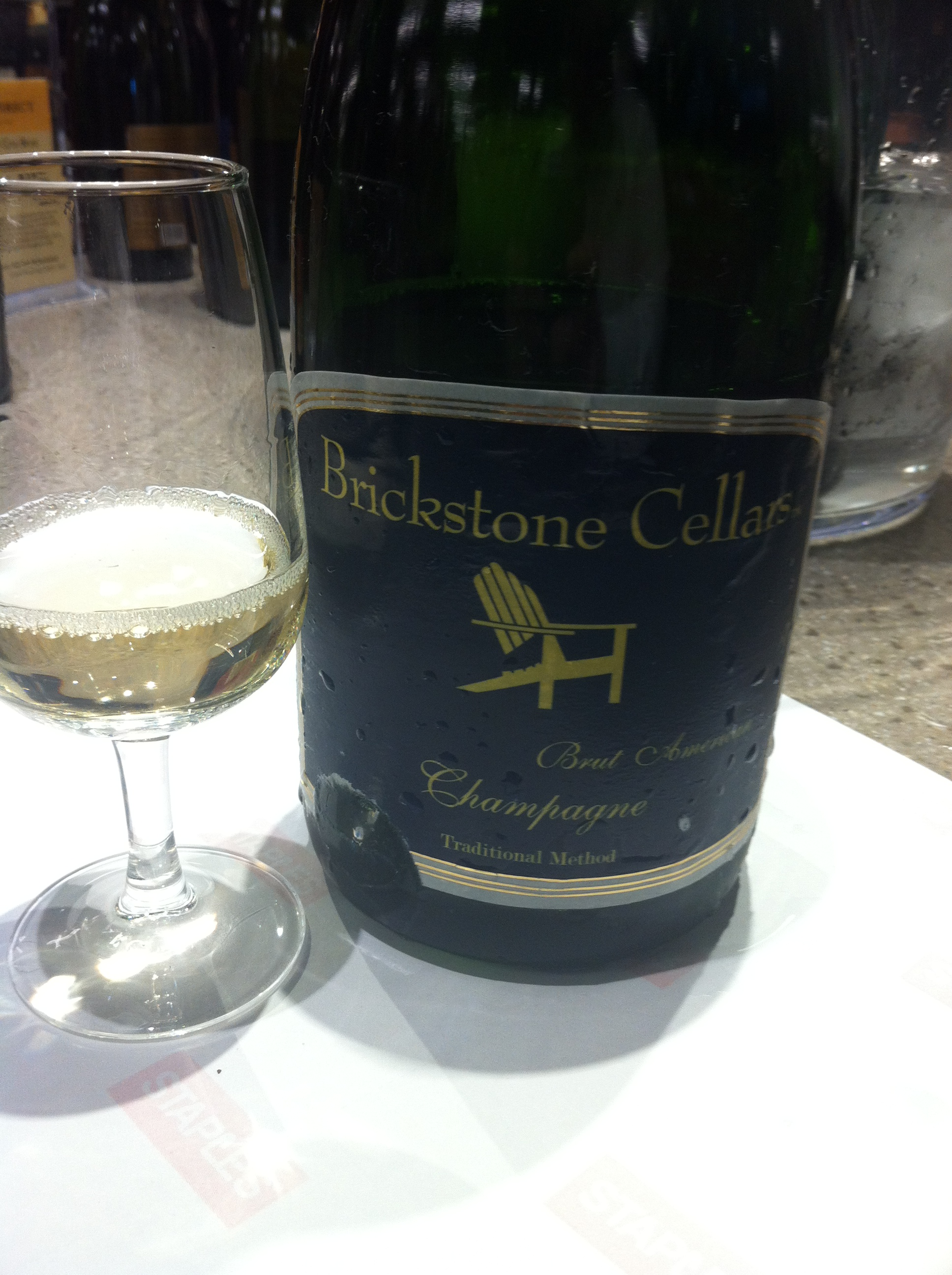
產自美國紐約州的氣泡酒，採用的是半通用名稱:“美國乾（甜度）香檳，Brut American champagne”。（參照香檳）

各國的葡萄酒分類系統不同。有些只按地區/區域作分類。例如，波爾多有151座酒莊採用“Figeac”的字樣，勃艮第有22座莊園標示有“克頓，Corton”的字樣。勃艮第是一個面積只有波爾多五分之一的地區，但包含有110個葡萄酒產區。讓系統複雜化的主因是各個村莊通常會把當地最著名的葡萄園的名稱附加到村莊的名稱之後。
在西班牙和葡萄牙，證明葡萄酒真實性的資訊是列印在標籤上的印鑑處，或是放在瓶蓋下軟木塞上頭的帶飾來表達。這種規定是由每個地區的種植者協會所制定。
在確定葡萄酒的品質和風格方面，因為德國葡萄酒分類的規定而提供相當多的細節，而特別引人注目。
幾乎所有新世界的葡萄酒標籤都標有葡萄品種和原產地。半通用名稱曾在澳大利亞和美國等國家相當風行，但法國香檳酒產區等地的葡萄酒監管機構對本區以外的酒商使用香檳酒的名稱，會勇於提起訴訟，因此使用這種半通用名稱的做法已逐漸消失。
標籤上沒有標明酒莊或釀酒廠名稱的葡萄酒被稱為“無名”葡萄酒（尤其是在澳大利亞常見）。
表達甜度的資訊尤其不一致，一些國家的酒商一向用自己國家語言，以自己標準化的方式顯示（例如brut（法語，香檳酒乾，不甜之意）、dolce （義大利語，甜的意思）等），有些在傳統上根本不提及，或在背面標籤中用非正式和模糊的方式表達。而有些國家的監管機構則要求包括甜度的資訊（通常標識在第二張標籤上），即使是進口商也必須加上此類資訊。有時會碰到法規衝突的情況，葡萄酒被製造商標記為“甜”，但翻譯成進口國當地語言時，因根據不同的法律，也可能會被標記為“半甜”，這情況是進口商在販售進口酒類時，當地政府強制要求補充標籤的結果。

### 標籤的重要性
標籤中所包含的資訊對確定葡萄酒的品質很重要。例如在不同時期的不同氣候條件時，年份就變得很重要。葡萄酒的氣味和品質會因氣候而逐年不相同。因為這樣的緣故，在尤其是購買優質葡萄酒時，了解葡萄採收年份尤為重要。判斷年份品質的最快方法是參考葡萄酒年份圖表（winevantage chart）。
年份也有不重要的時候，例如，雪利酒的瓶上沒有年份資料。另一方面，葡萄酒標籤上或許有顯示年份，也或許沒顯示。香檳酒通常使用超過一個年份的酒調製而成，偶爾會有單獨年份的香檳酒出售。此外，波特酒只會使用特別好年份的葡萄釀製以及出售。

### 裝瓶商和進口商資訊
葡萄酒標籤會把生產商、裝瓶商、和販售商家的名稱包括在內。裝瓶商的名稱必須包含在標籤上。當歐盟國家從歐盟以外的國家進口時，標籤上必須包含進口商的名稱。雖然葡萄酒不一定會在原產地裝瓶，但受到分級的波爾多葡萄酒（參見一級園）一定要在波爾多當地裝瓶，而特殊年份波特酒一定要在波特裝瓶。此外，標記為阿爾薩斯產區的葡萄酒就必須在當地裝瓶。因此在標籤上諸如mis en bouteille au château或mis au domaine之類的字樣很重要，因為這些資訊會透露葡萄酒是莊園內，不借外力，自行裝瓶。

### 看似誤導性資訊

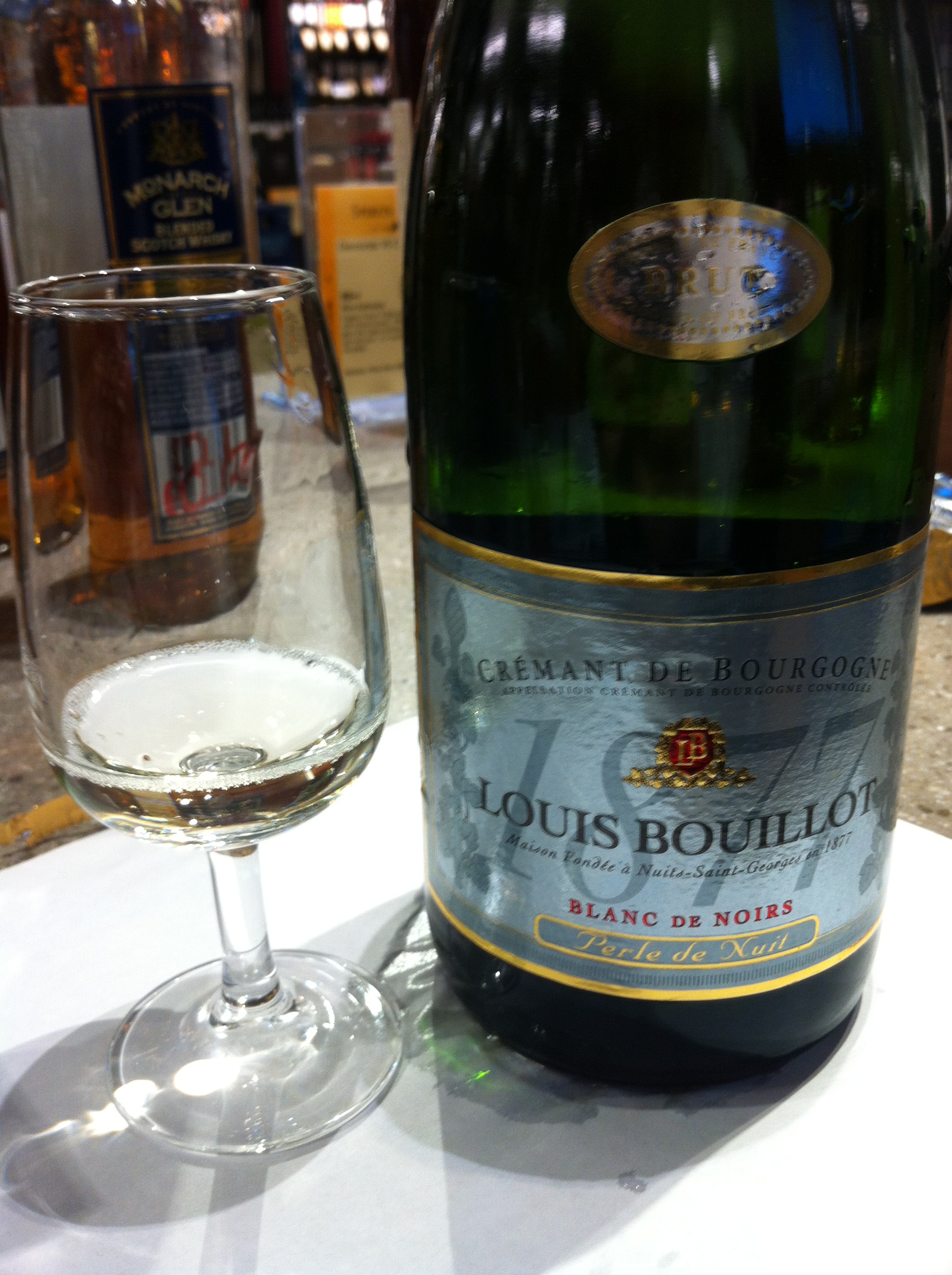
由兩種紅葡萄-黑皮諾以及佳美混釀而成的黑中白氣泡酒。

有時標籤中的文字會被當作有誤導的作用。譬如標籤中有Blanc de blancs的文字。這些文字的意思是“用白葡萄釀造的白葡萄酒”。事實上，白葡萄酒主要由白葡萄製成，但許多氣泡酒，包括香檳酒，會普遍使用黑皮諾紅葡萄來釀造，這就是一種典型的例子。
雖然“酒莊”（château）這個名詞與波爾多最有關係，但並不意味葡萄酒確實來自波爾多，並且可能沒有任何建築 - 更不用說是城堡（château） - 與葡萄園相關。酒莊這個名字甚至可以包含在產自澳大利亞或加利福尼亞州的葡萄酒標籤中。 地區餐酒（Vin de pays）的標籤裡面從不用“château”這個字。
Cru（級別）是個用來為葡萄酒作分類的用字，但可用來表示不同的東西。例如，在波爾多的梅多克地區，這個字表示的是本區域裡葡萄園的分類。而在Saint-Émilion，cru這個字並不重要，因為它與品質幾乎沒關係。對於普羅旺斯，僅因為歷史原因才會用到cru分級（cru classé）。而另一方面，在瑞士的葡萄酒加上cru這字則毫無根據，僅係由釀酒廠自行決定。

### 方便盲人閱讀標籤
為更好耕耘盲人或視力受損的葡萄酒消費者市場，市面出現貼有凸字的標籤。法國的M·沙普提亞是目前唯一已知的釀酒廠，從1996年開始在他們的葡萄酒瓶上全面使用凸字標籤。有些國家的釀酒廠也效仿M·沙普提亞酒廠的做法，在他們的某些葡萄酒瓶上提供凸字標籤。

## 酒瓶頸部和背面標籤
葡萄酒瓶的頸部和/或背面可能也會貼上標籤。頸部標籤可能會包括年份，背面標籤通常會提供有關葡萄酒的額外資訊（通常由酒廠自行決定）。政府要求的警告用語，以及通用產品代碼通常是印在背面標籤之上。例如，美國要求酒精飲料的標籤上要有關於懷孕期間飲酒風險，以及酒後會降低駕車能力的警告。美國的葡萄酒標籤還必須披露葡萄酒含有亞硫酸鹽的警告。

## 酒類法律
有不同的原因促成葡萄酒法的制定。標籤法規的目的是為防止傳聞對葡萄酒的品質言過其實。此外，表明葡萄酒是用某種葡萄所釀造，但實際上使用的卻是別種葡萄，也屬於違法。
標籤還必須把裝瓶商的名稱和地址包括在內。如果釀酒廠不是裝瓶商，標籤會顯示葡萄酒是由X裝瓶商為Y釀酒廠所裝瓶。餐酒的標籤只要包括裝瓶商的名稱和郵遞區號即可。標籤還必須包括原產國的名稱。
標籤上字體的大小也屬於強制性。標籤中必須包含酒精濃度，某些司法管轄區還要求提供簡短的營養數據，例如卡路里值、糖類含量等。
法規允許餐酒的標籤上顯示內容物的顏色和風味的資訊，但不許提到品質。特釀（Cuvée）和高級（Grand vin）+
等字在標籤中的使用受到管制。如上所述，酒莊絕對不生產地區餐酒，而是由小規模的莊園生產。

### 過敏原警告
由於在葡萄酒的精製和澄清和穩定過程中會使用蛋白、牛奶、和魚膠，紐西蘭和澳大利亞的標籤法規要求自2002年起在標籤上顯示過敏原警告。美國正在考慮類似的要求。美國的釀酒廠一直抗拒這一要求，因為訂製標籤通常是發生在為葡萄酒進行澄清處理之前，這可能會讓未接觸過過敏原的產品貼上有過敏原警告的標籤。歐盟成員國的葡萄酒標籤也必須在2012年6月30日之後，如果葡萄酒是用酪蛋白和卵清蛋白（兩者分別由牛奶和雞蛋製成）當作作澄清劑，就要披露。

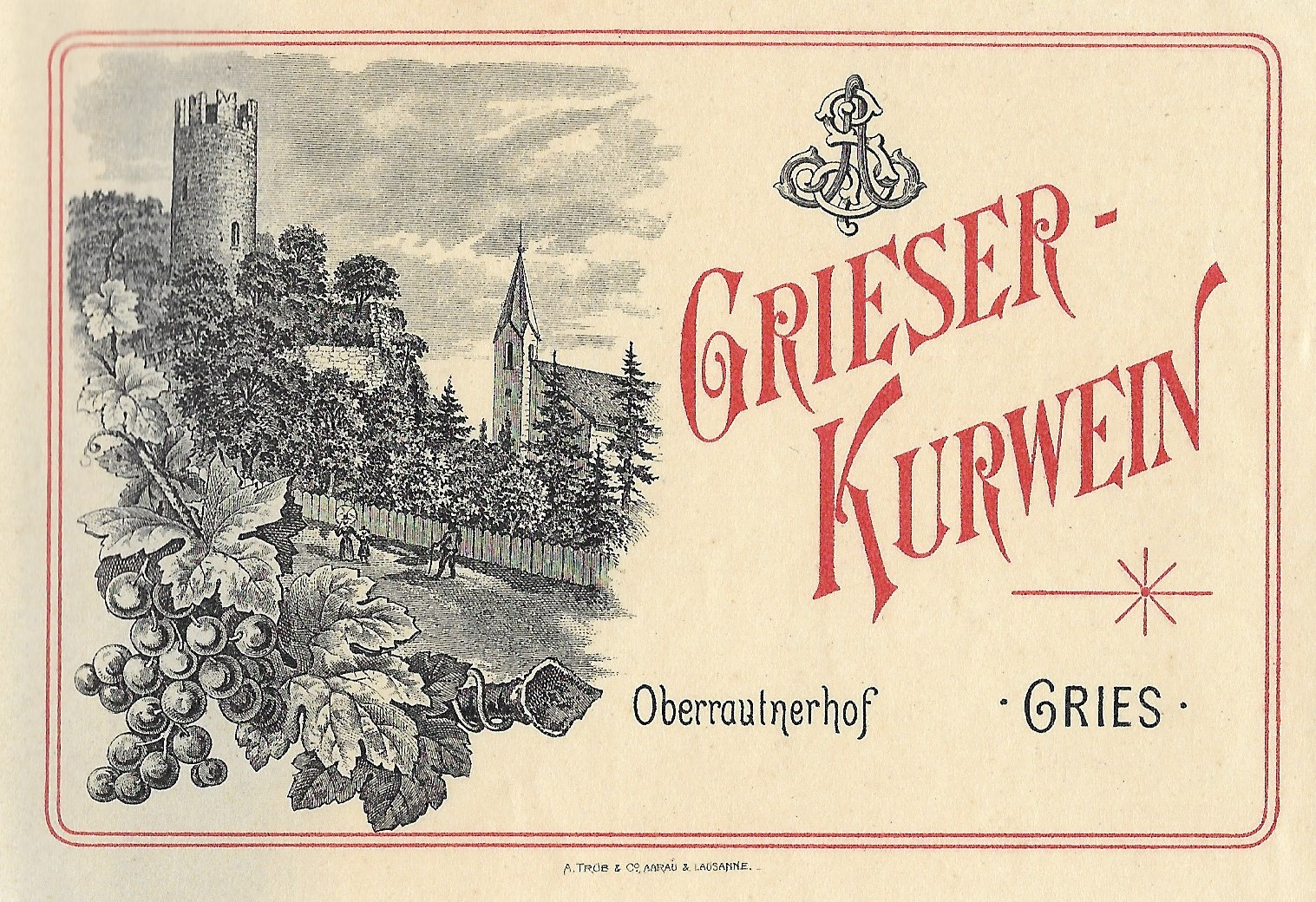
義大利博爾扎諾Kurwein葡萄酒標籤（約1910年）。

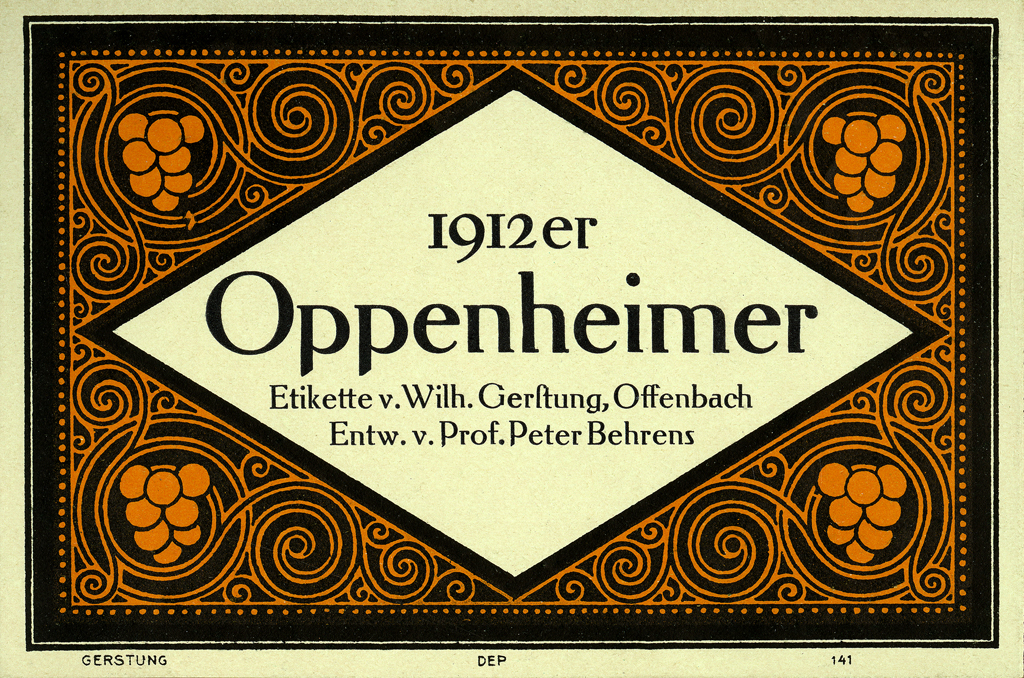
具有歷史的葡萄酒標籤

## 收藏標籤
紙質葡萄酒標籤長期以來一直是人們收藏的對象。這種收藏可成為一種正式的嗜好，可按主題、國家、或地區分類整理。對有些人，保存標籤可能是記錄下品酒經驗的部分工作，或僅是為記住某些特定的葡萄酒。葡萄酒標籤（也稱葡萄酒瓶標籤），是收藏家有興趣的領域。 葡萄酒標籤收藏協會（Wine Label Circle）成立於1952年。 這些由銀、珍珠母、象牙、或搪瓷製作的物件，是用來掛在那些在18和19世紀的醒酒器或酒瓶上，用來識別其內容物，而內容物除葡萄酒和烈酒之外，可能還包括醬料、調味料、香料、香水、花露水、藥物、墨水、軟性飲料、蜜餞、和利口酒
雖然標籤曾經很容易利用蒸汽方式將其剝下，但近代釀酒廠的自動裝瓶和貼標過程會用到粘性更強的膠水。要剝下這類標籤通常會很困難，並有可能會對標籤造成相當大的損壞。
如果需要完整剝下標籤，常見的方法是把熱水放入瓶子內，讓膠水的附著力變弱。然後用小刀從一旁撥開標籤，再用均勻的力道把整片撕下。

## 進一步閱讀
- Franson, Paul. "Labels gone wild." Wine Enthusiast, 2006 (March), 19(3), pp. 28–33.
- George, Rosemary. The Simon & Schuster Pocket Wine Label Decoder, 1989.

## 外部連結
- Information about wine labels and collecting （页面存档备份，存于）
- The Artist Wine Labels of Château Mouton Rothschild （页面存档备份，存于）